# Nakkar
Nakkar (Sandvík) è un rilievo alto 330 metri sul mare situata sull'isola di Suðuroy, situata nell'arcipelago delle Isole Fær Øer, in Danimarca.